# 길다트 잭슨
길다트 잭슨(Gildart Jackson, 2000년 1월 1일 ~ )은 배우, 각본가이다.

## 출연 작품
- 좀비 햄릿 (2012년)
- 당신 (2009, You)
- 헬싱 IV : 죽음의 전주곡 (2008년)
- 헬싱 얼티메이트 - OVA 시리즈 (2006년)
- 헬싱 (2001년)
- 킹 메이커 (1999년)